# Силвен Шоме
Силвѐн Шомѐ (на френски: Sylvain Chomet, [sil.vɛ̃ ʃɔmɛ]) е френски аниматор и автор на комикси.
Роден е на 10 ноември 1963 година в Мезон Лафит край Париж. През 1987 година завършва Висшето европейско филмово училище в Ангулем, след което работи като аниматор в Лондон. Първият му филм La vieille dame et les pigeons (1997) получава награда на БАФТА и е номиниран за „Оскар“ за късометражен анимационен филм. Номинации за „Оскар“ получават и следващите му филми „Трио „Белвил“ (Les Triplettes de Belleville, 2003) и „Илюзионистът“ (The Illusionist, 2010).

## Избрана филмография
- La vieille dame et les pigeons (1997)
- „Трио „Белвил“ (Les Triplettes de Belleville, 2003)
- „Илюзионистът“ (The Illusionist, 2010)